# Budziwój
Budziwój – część Rzeszowa od 1.01.2010 r, dzielnica niestanowiąca jednostki pomocniczej gminy, wchodzi w skład osiedla Nr XXIX Budziwój, będącego jednostką pomocniczą gminy miejskiej Rzeszów.
Do 31 grudnia 2009 Budziwój był wsią.
W latach 1975–1998 miejscowość administracyjnie należała do województwa rzeszowskiego.

## Położenie, geografia i podział
Budziwój leży w centralnym punkcie woj. podkarpackiego, na południe od centrum Rzeszowa. Jest najdalej wysuniętą na południe dzielnicą miasta. Sąsiaduje z Tyczynem, Hermanową, Lubenią, Siedliskami i Boguchwałą oraz częściami Rzeszowa: Białą (od wschodu) i Drabinianką (od północy).
Północna część (Kolonia, Dębina, Porąbki i Pułanek) ma charakter nizinny. Południowa część pagórkowy. Na terenie Budziwoja występują lokalne nazwy topograficzne, oddające specyfikę poszczególnych obszarów. Północna, nizinna część nazywana była Podłężem od rozciągających się tam łęgów. Północno-zachodnia część została nazwana Porąbkami, od poręby, czyli miejsca po wyrąbanym lesie. Zwężająca się część pól w pobliżu Siedlisk nosi nazwę Pułanek, od połowy łanu, gdyż na większe przydziały nie było tam miejsca.
Pola na południe od wsi nazywano Podlesiem, ponieważ rozciągały się one w kierunku lasu. W jego bezpośrednim sąsiedztwie znajdował się przysiółek zwany Przylaskiem. Pagórkowaty obszar sięgający pod Przylasek i Hermanową odwadnia potok Hermanówka. W górnym biegu wpadają do niej dwa małe dopływy, dlatego ta część nosi nazwę Potoki.
Budziwój, będąc typową wielodrożnicą, dzielił się na Górę i Dół. W 1939 r. na rozparcelowanych polach majątku tyczyńskiego powstała w pobliżu cmentarza nowa część wsi zwana Kolonią lub Działkami, której mieszkańcy w większości pochodzili ze Zgłobnia, druga kolonia powstała na terenach Dębiny. Najstarszą częścią dzielnicy jest obszar położony w zakolu potoku Hermanówki, na jej południowym brzegu (ulice: Sportowców, Studzianki, Góra i Poselska). 
Najwyższy punkt dzielnicy znajduje się w Przylasku, na wysokości 384 m n.p.m.

## Historia
Najstarsza wzmianka o wsi pochodzi z 1423, lecz tradycje osadnicze sięgają najprawdopodobniej wieku XIII. Pierwszym znanym sołtysem był Piotr (wymieniany w 1425 r., w pismach sądu ziemskiego w Tycznie, w którym zasiadał). Wieś została założona na prawie niemieckim, a osadników sprowadzono ze Śląska. W 1450 r. właścicielem był Jan z Pilczy syn Elżbiety Granowskiej trzeciej żony Władysław Jagiełły. W XVI wieku wieś weszła w skład prywatnego majątku Pileckich, miała wówczas 27 łanów ziemi (ok. 594-702 ha), karczmę z browarem i młyn. W 1668 r. we wsi był folwark i dwór pański, browar, staw, dwie sadzawki. Mieszkało tutaj 28 kmieci z ziemią i inwentarzem, 22 zagrodników odrabiających pańszczyznę pieszą i 13 budników. W 1808 r. wieś miała 149 domów i 1121 mieszkańców, w połowie XIX wieku założono pierwszą szkołę, a pod koniec wieku znajdowały się tu dwa folwarki – Wyspa i Hiszpanka, a na początku XX czytelnia i oddział Towarzystwa Gimnastycznego „Sokół” i towarzystwo strzeleckie. W 1905 podjęto budowę kościoła pod wezwaniem MB Śnieżnej, według neogotyckiego projektu Adolfa Sumpera. Fundatorem była Gmina, przy dużym udziale rodziny Radziwiłłów. W 1919 powstała Ochotnicza Straż Pożarna.
W trakcie II wojny światowej działała tu komórka Związku Walki Zbrojnej i oddział Batalionów Chłopskich.
25 czerwca 1943 Budziwój i Siedliska zostały otoczone przez oddziały żandarmerii i policji niemieckiej. Zgromadzili około 150 mężczyzn z obu wsi. Po przeprowadzeniu śledztwa, które miało na celu przyznanie się do działalności w ruchu oporu, zamordowano 9 osób. Ciała ofiar pochowano na cmentarzu w Lubieni. Po wojnie zbrodnię upamiętniono obeliskiem.
W latach tuż przed wojną (1934) i powojennych rozparcelowano oba folwarki. W latach 60. i 90. gruntownie przebudowano stary kościół i podjęto się budowy nowego. We wsi działał Dom Wiejski i Ośrodek Zdrowia, a także szkoła.
Sprawa przyłączenia terenów Budziwoja do Rzeszowa rozpatrywana była przez miejskie służby planistyczne perspektywicznie już od dawna, a konkretyzowała się przynajmniej od 2006 r. Aspektem branym pod uwagę przez władze miasta była konieczność przeprowadzenia przez Budziwój dróg miejskich odciążających ruch tranzytowy ze śródmieścia, kwestia ochrony terenów w pobliżu ujęcia wody dla miasta oraz pozyskanie nowych terenów pod jednorodzinne budownictwo mieszkaniowe. Początkowo zakładano przyłączenie do Rzeszowa tylko przylegającej do miasta północnej części sołectwa (tzw. Kolonii), czemu sprzeciwili się jego mieszkańcy, opowiadając się jednoznacznie za przyłączeniem całości miejscowości do Rzeszowa. W efekcie powstania Komitetu na Rzecz Przyłączenia Budziwoja do Rzeszowa, prezydent Rzeszowa potwierdził gotowość włączenia do miasta całej miejscowości. Decyzją Rady Ministrów z 28 lipca 2009 r. sołectwo zostało włączone 1 stycznia 2010 r. w granice miasta Rzeszowa.
Z Budziwoja pochodził:
- ks. Marian Borowiec (1891–1949)
- Mieczysław Bomba